# 4175 Billbaum
4175 Billbaum este un asteroid din centura principală, descoperit pe 15 aprilie 1985 de Edward Bowell.